# Brevet de invenție
Brevetul de invenție este un document prin care se acordă un set de drepturi exclusive de către o țară unui inventator sau unui împuternicit ales de inventator pentru o perioadă fixă de timp în schimbul divulgării invenției.
Procedura pentru acordarea brevetului de invenție, condițiile ce trebuie îndeplinite și perioada pentru care sunt acordate drepturile exclusive variază în limite largi de la o țară la alta conform cu legislația națională și acorduri internaționale.
O cerere de brevet trebuie să includă una sau mai multe revendicări care definesc invenția ca ceva nou, ceva care necesita creativitate și se poate aplica industrial. 
În cele mai multe țări sunt excluse de la brevetare programele de calculator și metodele de afaceri, ambele acceptate în SUA.
Drepturile exclusive acordate prin brevetul de invenție în cele mai multe țări sunt să prevină sau să-i excludă pe alții de la a fabrica, a folosi, a vinde, a importa produsul conform brevetului.

## Obținerea brevetului de invenție în România
Pentru obținerea brevetului de invenție în România se depune o cerere pentru brevet de invenție la OSIM 
Cererea va conține pe lângă un formulat tipizat o documentație care descrie obiectul solicitării.
Documentația conține (cf. art.14 din Legea 64/1991):
1. Datele de identificare ale solicitantului brevetului
2. Descrierea invenției
3. Una sau mai multe revendicări
4. Desenele la care se face referire în descriere sau/și revendicări
5. Rezumat

În plus solicitantul va trebui sa plătească câteva taxe pentru serviciile asigurate de OSIM.
Invenția este brevetabilă dacă:
- Este din categoria de obiecte brevetabile
- Este nouă
- Implică o activitate inventivă
- Are aplicație industrială

## Brevetarea internațională
Brevetul poate oferi drepturi în mai multe țări din lume dar este necesar a se îndeplini formalitățile de patentare în fiecare țară. PCT, Tratatului de Cooperare în domeniul brevetelor este un tratat internațional privind legislația brevetelor de invenție stabilit în 1970, tratat care prevede o procedură unică pentru protecția invenției în fiecare țară parte a tratatului. Procedura urmată "PCT application" asigură recunoașterea prioritații inventatorului în țările semnatare permițând acestuia să depună cerere de brevet în fiecare țară într-un interval de timp de pâna la 30 de luni. Altfel patentarea internațională nu se mai poate face mai târziu de un an de la depunerea primei cereri de brevet.

## Tratate și organizații internaționale
Aspectele comerciale legate de proprietatea intelectuală au fost stabilite prin TRIPS "Trade Related Aspects of Intellectual Property Rights" care este un acord internațional administrat de WTO "World Trade Organization". Acordul stabilește un standard minimal pentru multe forme de proprietate intelectuală și a fost negociat la sfârșitul rundei de negocieri GATT din Uruguay 1994.